# Институт коррекционной педагогики РАО
Институт коррекционной педагогики  — ведущий научно-исследовательский центр России в области изучения и обучения детей с ограниченными возможностями здоровья. Институт развивает отечественную научную школу дефектологии, базирующуюся на идеях В. П. Кащенко. В Институте были разработаны клинико-психологические и психолого-педагогические классификации детей с нарушениями слуха, зрения, речи, задержкой психического развития, расстройствами аутистического спектра. Разработаны, обоснованны и экспериментально проверены системы раннего выявления, предупреждения и коррекции нарушений психического развития детей с различными ограничениями здоровья.
Адрес: Москва, Погодинская ул., д. 8., корп. 1.

## История института
Санаторий-школа под руководством В. П. Кащенко была основана на частные средства в Москве в 1908 г. и с момента своего основания носила официальное название Школа-санаторий для дефективных детей доктора В. П. Кащенко. До конца 1917 года санаторий-школа существовал как частное медико-педагогическое заведение, ставившее в первую очередь прикладные клинические и образовательные задачи. После революции октября 1917 года частный санаторий-школа был национализирован, подчинён Наркомпросу и переименован в Дом изучения ребёнка; в 1921 переподчинен Главсоцвосу Наркомпроса РСФСР и еще раз переименован, в Медико-педагогическую опытную станцию. Заведующим Дома изучения ребёнка был назначен основатель санатория-школы Кащенко (оставался в должности руководителя этой организации вплоть до декабря 1927 г.).
В послереволюционный период при поддержке правительства большевиков стало возможным существенно расширить сферу деятельности этого заведения, на базе которого, помимо клинико-педагогического направления, стало развиваться также и профессионально-учебное. В 1918 г. в отдельном помещении в доме по Большому Саввинскому переулку Кащенко открыл сначала шестимесячные, потом годичные курсы для подготовки специалистов педагогов-дефектологов. На базе курсов в 1920 г. по поручению Главпрофобра Наркомпроса РСФСР Кащенко основал высшее учебное заведение: Педагогический институт детской дефективности (1920—1924); ректором института был назначен Кащенко. Учебный Институт дефектологии размещался на Погодинской улице, дом 6, в здании бывшей Контрольной палаты военного ведомства. В 1925 в результате реорганизации институт был ликвидирован как самостоятельная организация и переведен в состав педагогического факультета 2-го МГУ в качестве отделения дефектологии под руководством Д. И. Азбукина.
Другим направлением, получившим развитие после 1917 года, стало научно-исследовательское. В 1918 году на базе Дома изучения ребёнка был основан Музей детской дефектологии (позднее переименованный в Музей педологии и педагогики исключительного детства; научный руководит. Кащенко Всев. Петр.; зав. Музеем Артемов, Владимир Алексеевич), включавший три основных отдела: изучения ребёнка, лечебной (коррективной) педагогики и детского труда и творчества. Музей представлял собой не только и не столько коллекцию экспонатов на тему детского развития, но и исследовательский центр по проблемам детства, развития человека в норме и отклонений от стандартного развития:
```
Музей педологии и педагогики исключительного детства, основанный в 1918 году, является научно-исследовательским учреждением в области марксистской педологии и марксистской педагогики и одновременно — демонстрационным учреждением, стремящимся обобществить достижения Медико-педагогической станции 
Наркомпроса
 как опытно-показательного учреждения. В то же время музей является показательным по отношению к рядовым школьным музеям и выставкам
[
3
]
.
```

При Медико-педагогической станции и Музее выходило многотомное научное издание под названием «Труды Медико-педагогической станции».
Помимо музея и института, в 1926-27 г. при Медико-педагогической опытной станции под руководством Кащенко работали также Медико-педагогическая клиника, Консультация, и Детский дом дефективных детей (школьного возраста).
В 1926 году в народном образовании в РСФСР началось давление на старых специалистов дореволюционного образца и развивалось по нарастающей на протяжении всего следующего года. В результате, в самом конце 1927 г. (19 декабря) Кащенко был освобождён от занимаемой должности, а новым директором Медико-педагогической станции был назначен Лев Выготский. Музей педологии и педагогики при Медико-педагогической станции был радикально реорганизован по распоряжению нового заведующего станцией:
```
И вдруг как снег на голову свалилось ошеломляющее известие: Кащенко освобождается от занимаемой должности ведомственным решением и назначается новый директор Медико-педагогической станции. В тогдашних условиях мотивировок в подобных случаях подчас и не требовалось. Никаких обвинений или критических доводов высказано Всеволоду Петровичу не было. Поползли слухи, разного рода домыслы, намеки... Пришел новый руководитель Медико-педагогической станции – довольно молодой человек, достаточно самоуверенный и высокомерный. Одним из первых его решительных действий было уничтожение ставшего популярным в стране Музея исключительного детства–все экспонаты, стенды, макеты, фотографии, документы («удивительное музейное собрание, интереснейшие экспонаты», как отзывался обо всем профессор 
А.С. Грибоедов
) были грубо выброшены на мусорную свалку. Погибла, в частности, собранная лично Всеволодом Петровичем уникальная коллекция портретов всех известных дефектологов мира – прошлого и современности. Восстановить ее уже никогда не удастся
[
7
]
.
```

Лев Выготский оставался на этой должности до 10 октября 1928 г. (уволен по собственному желанию), когда на руководство станцией был назначен Юрий Федорович Эллинский.
В 1929 г. на базе Медико-педагогической станции был учреждён и сосуществовали по одному адресу (ул. Погодинская 8, тел. 2-18-83):
- Экспериментальный дефектологический институт (при 2-м МГУ) (заведующий — Азбукин, Дмитрий Иванович, заместитель — Розенталь Лия Ян., зав. научно-педагогич. частью — Занков, Леонид Владимирович)[10]
- Медико-педагогическая опытная станция (и, при Медико-педагогической станции, Музей по изучению исключительного детства и Практикум по изучению и воспитанию исключительного ребенка, для врачей и учителей) (заведующий Эллинский Юр. Фед.)[11]
- Музей по изучению исключительного детства (Отделы: изучения ребенка, лечебной педагогики, детского труда и творчества, плана и учета педагогич. работы) (зав. Мурашов Георг. Вас.; руковод. Выгодский Лев Сем.)[12]

В 1930 г. все эти организации перешли под единое руководство: новым директором Института был назначен И. И. Данюшевский, а замдиректора по науке стал Л. В. Занков. Выготский был приглашен на внештатную должность консультанта и научного руководителя психологических лабораторий и оставался на этой должности вплоть до своей смерти летом 1934 года. В 1935-36 годах организационная структура института такова: директор Данюшевский И. И., замдиректора Власова Т. А., научный руководитель Занков Л. В.

## Названия института
С основания в 1908 за время своего существования институт неоднократно менял своё название:
- 1908—1917 — Школа-санаторий для дефективных детей доктора В. П. Кащенко
- 1918—1921 — Дом изучения ребёнка при Наркомпросе РСФСР
- 1921—1929 — Медико-педагогическая опытная Станция (Медико-педагогическая Клиника) Главсоцвоса Наркомпроса РСФСР (до 1927 — заведующий станцией Кащенко, в 1927—28 — Выготский, а в 1928—29 — Эллинский)
- 1929—1934 — Экспериментальный дефектологический институт (ЭДИ) (в 1929 — заведующий Азбукин, а с 1930 — директор Данюшевский, замдиректора по науке — Занков, научный руководитель — Выготский)
- 1934—1943 — Научно-практический институт специальных школ и детских домов Наркомпроса РСФСР
- 1943—1992 — Научно-исследовательский институт дефектологии АПН РСФСР
- с 1992 г. — Институт коррекционной педагогики РАО
- с 2023 г. - ФГБНУ "Институт коррекционной педагогики"

## Знаменитые сотрудники
В разное время активное участие в работе института принимали В. П. Кащенко, Л. С. Выготский, Л. В. Занков, А. Р. Лурия и др.
См. тж. список известных дефектологов

## Основные достижения
- разработка комплексного медико-психолого-педагогического подхода к изучению детей с особыми нуждами
- создание в СССР системы специального образования для детей с отклонениями в развитии (к концу 60-х гг.)
- Подготовка большей части специалистов в области специального образования, в том числе все преподаватели дефектологических факультетов педагогических университетов СССР
- в 1969 г. начинает издаваться журнал «Дефектология» для специалистов и родителей детей с особыми нуждами